# 마르코 비조트
마르코 비조트(네덜란드어: Marco Bizot, 1991년 3월 10일 ~)은 네덜란드의 축구 선수로, 현재 잉글랜드 프리미어리그의 애스턴 빌라 소속이다. 포지션은 골키퍼이다.